# Защита детей войны

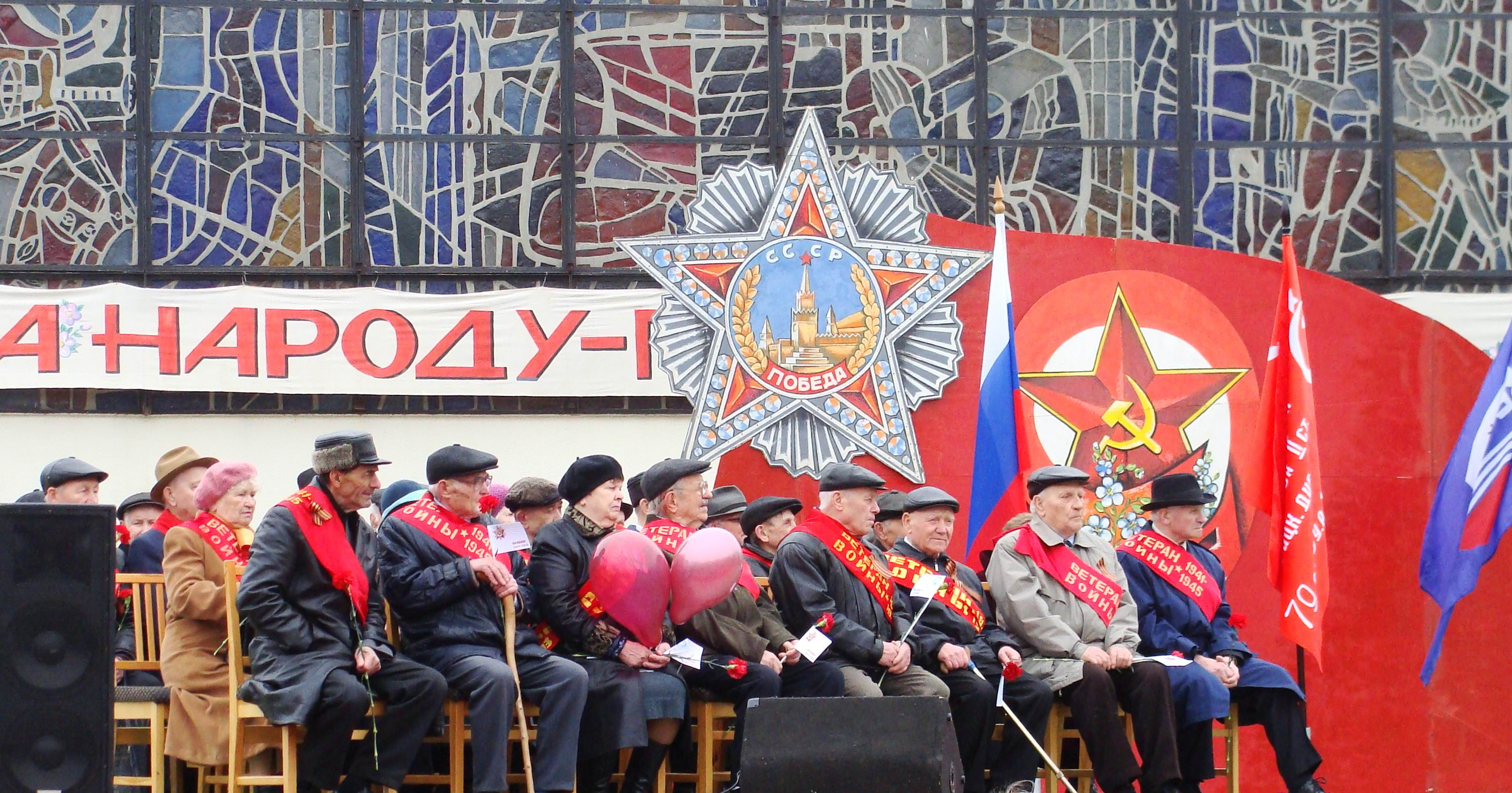
Ветераны ВОВ

Всеукраинская общественная организация «Защита детей войны» (укр. Всеукраїнська громадська організація «Захист дітей війни») — всеукраинское объединение лиц, которые являются гражданами Украины и которым на время окончания (2 сентября 1945 года) Второй мировой войны было менее 18 лет. Учредительная конференция состоялась в 1996 году. Организация создана на основе общности интересов для выполнения цели и поставленных задач.
Организация в своей деятельности руководствуется действующим закон. Организация имеет свою символику.
Основной целью деятельности организации является удовлетворение и защита законных социальных, экономических, возрастных и других общих интересов своих членов.
Основной задачей организации является защита граждан, которые пострадали во время Великой Отечественной войны военных вооруженных конфликтов.
Для выполнения целей и задач организация в установленном законодательством порядке представляет и защищает интересы своих членов в государственных органах и общественных организациях, способствует решению вопросов, касающихся материального обеспечения членов организации.
Основой организации является её городские, районные и областные организации, которые создаются по территориальному принципу. В настоящее время работают ячейки во всех областях.
ВОО Защита детей войны» объединяет сегодня около восьми миллионов человек, которые на 2 сентября 1945 года — день окончания Второй мировой войны — являлись несовершеннолетними. Основная цель деятельности организации, действующей во всех областях Украины, — защита социальных прав её участников. Возглавляет объединение Александр Барановский, один из руководителей партия Справедливость партии Справедливость.
ВОО «Защита детей войны» решило поддержать лидера Коммунистическая партия Украины, кандидата в президенты Петра Симоненко на выборах президента. Соответствующее соглашение подписали лидеры Блока левых и левоцентристских сил и председатель объединения А. Барановский.

## Правовая база
Организацией был разработан и подан в Верховную Раду Украины закон Украины «О социальной защите детей войны».